# Dexter Holland
Bryan Keith "Dexter" Holland (Garden Grove, Califòrnia, Estats Units, 29 de desembre de 1965), és un músic estatunidenc conegut per ser el líder, cantant, compositor i guitarrista de la banda californiana The Offspring.

## Biografia
Holland va assistir a l'institut Pacifica High School de Garden Grove (Califòrnia), on es va graduar l'any 1984. En aquesta època va començar a interessar-se per la música però va continuar estudiant. A continuació va assistir a la Universitat del Sud de Califòrnia i es va graduar en biologia, va completar un màster en biologia molecular, i va començar el doctorat d'aquest mateixa matèria. Degut a l'èxit obtingut amb The Offspring, es va veure obligat a suspendre els seus estudis per centrar-se en la seva carrera musical.
En diverses ocasions va explicar que quan tingués quaranta anys es prepararia per ser professor universitari, però fins al moment no ha complert aquest desig. Tanmateix, si que ha reprès els seus estudis del doctorat al Laboratory of Viral Oncology and Proteomics Research de Keck School of Medicine of USC, de la mateixa Universitat del Sud Califòrnia, on ja ha participat en la publicació d'un article a PLOS ONE sobre microARN en el genoma del VIH.
Holland es va casar l'any 1995 amb l'estilista Kristine Luna, tres anys després d'haver-se conegut. Ella va coescriure la cançó «Session» i també va aparèixer en el videoclip de «I Choose». El matrimoni es va divorciar el 2012, i tot just un any després, Holland es va casar amb Amber Sasse. El músic té un filla anomenada Alexa Holland d'una relació anterior a les seves mullers. El seu nom artístic és Lex Land i també és cantant i compositora.
Entre les seves aficions destaca l'aviació, ja que té llicència de pilot de transport de línia aèria i també d'instructor de vol. Va fer la volta al món en avió en 10 dies. També col·lecciona segells relacionats amb l'Illa de Man, i és aficionat al surf, al paracaigudisme i al skateboarding.

## Carrera musical
En conèixer el seu company de camp a través Greg K. van començar una banda musical de punk anomenada "Manic Subsidal" l'any 1984, on Holland tocava la bateria. Llavors van fitxar a Jim Benton com a bateria i Holland va canviar per la guitarra i la veu. Van realitzar dues maquetes però no van publicar cap àlbum. Després de diversos canvis en la formació, van canviar el nom de la banda a l'actual The Offspring el 1985. Van gravar una nova maqueta i van signar el seu primer contracte amb el petit segell discogràfic Nemesis Records. El primer àlbum d'estudi, de títol homònim, fou publicat el març de 1989, i rellançat el 21 de novembre de 1995 pel mateix segell de Holland, Nitro Records.
L'any 1991 van signar amb Epitaph Records, la qual ja produïa bandes d'estil musical similar com Bad Religion, NOFX o Pennywise. El primer llançament amb aquest segell fou Ignition (1992) i el següent fou Smash (1994). L'èxit d'aquest àlbum fou tal que va trencar el rècord de vendes per un segell independent, alhora que va provocar que les grans discogràfiques s'interessessin per The Offspring. D'aquesta manera, Smash fou el segon i darrer àlbum amb Epitaph, ja que van signar amb Columbia Records el 1996, on s'han mantingut des de llavors.
Holland sempre ha estat líder i principal compositor de The Offspring. A banda de ser la veu i tocar la guitarra rítmica, en algunes ocasions toca el piano en els concerts, inclús totalment en solitari en l'escenari.

## Empresari
Holland té la seva pròpia marca de salsa picant anomenada "Gringo Bandito". El seu logotip és el mateix Holland disfressat com a bandoler mexicà, amb revòlvers, barret mexicà i ulleres de sol, recordant la imatge de Pancho Villa. Aquesta salsa es va llançar a finals de 2006 i la seu de l'empresa es troba a Huntington Beach, força prop dels estudis de gravació de The Offspring. El motiu de crear aquest producte és que Holland es va criar al Sud de Califòrnia, on la cuina mexicana està molt introduïda en la forma de vida dels seus habitants.
També és cofundador del segell discogràfic Nitro Records que va funcionar entre 1994 i 2003.

## Discografia

### The Offspring
- The Offspring (1989)
- Ignition (1992)
- Smash (1994)
- Ixnay on the Hombre (1997)
- Americana (1998)
- Conspiracy of One (2000)
- Splinter (2003)
- Rise and Fall, Rage and Grace (2008)
- Days Go By (2012)

### Col·laboracions
- The Vandals – Hitler Bad, Vandals Good (1998) (co-compositor de "Too Much Drama")
- AFI – Black Sails in the Sunset (1999) (veus addicionals a "Clove Smoke Catharsis", "The Prayer Position" i "God Called in Sick")
- The Aquabats – The Aquabats vs. the Floating Eye of Death! (1999) (co-compositor i veus addicionals de "Amino Man!")
- The Vandals – Look What I Almost Stepped In... (2000) (co-compositor i veus addicionals de "Jackass")
- Dwarves – The Dwarves Must Die (2004) (veus addicionals a "Salt Lake City" i "Massacre")
- Puffy AmiYumi – Splurge (2006) (co-compositor de "Tokyo I'm on My Way")
- Ron Emory – Walk That Walk (2010) (veus addicionals a "I'm Not Alone")
- Dwarves – The Dwarves Are Born Again (2011) (veus addicionals a "Looking Out for Number One" i "Happy Birthday Suicide")
- Dwarves – The Dwarves Invented Rock & Roll (2014) (veus addicionals)

## Filmografia
- Idle Hands (pel·lícula, 1999)
- Pauly Shore Is Dead (pel·lícula, 2003)
- Punk's Not Dead (documental, 2007)
- One Nine Nine Four (documental, 2009)
- The Damned: Don't You Wish That We Were Dead (documental, 2015)